# Frederic I de Hessen-Homburg
Frederic I de Hessen-Homburg (en alemany Friedrich I von Hessen-Homburg) va néixer al castell de Lichtenberg, a Fischbachtal (Alemanya), el 5 de març de 1585 i va morir a Bad Homburg el 9 de maig de 1638. Era un noble alemany, fill de Jordi I de Hessen-Darmstadt (1547-1596) i de Magdalena de Lippe (1552-1587).
Frederic no tenia cap dret a heretar, perquè a Hessen-Darmstadt hi havia establet el dret de primogenitura. No obstant això, Frederic va rebre el 1622 els drets sobre la ciutat i el districte de Homburg, però es mantenia sota la sobirania de Hessen-Darmstadt. Ell mateix el 1626 va introduir la primogenitura a Hessen-Homburg.

## Matrimoni i fills
El 10 d'agost de 1622 es va casar a Butzbach amb Margarida Elisabet de Leiningen-Westerburg (1604-1667), filla del comte Cristòfol de Leiningen (1575-1635) i d'Anna Maria Ungnad de Weissenwolf (1580-1606). El matrimoni va tenir els següents fills:
- Lluís Felip (1623-1643).
- Jordi nascut i mort el 1624.
- Guillem Cristòfol (1625-1681), casat primer amb la princesa Sofia Elionor de Hessen-Darmstadt (1634-1663) i després amb la princesa Anna Elisabet de Saxònia-Lauenburg (1624-1688).
- Jordi Cristià (1626-1677), casat amb Anna Caterina de Pogwisch (1633-1694).
- Anna Margarida (1629-1686), casada amb Felip Lluís de Schleswig-Holstein-Sonderburg-Wiesenburg (1620-1689).
- Frederic II (1633-1708), casat primer amb Margarida Brahe (1603-1669), després amb Lluïsa Elisabet de Kurland (1646-1690), i finalment Sofia Sibil·la de Leiningen-Westerburg (1656-1724).